# Schildpad (materiaal)

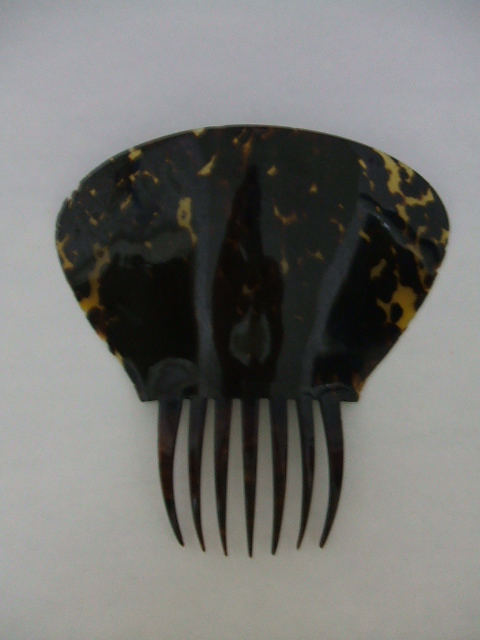
Een kam gemaakt van schildpad.

Schildpad of karet is het bewerkte schild van schildpadden, voornamelijk van de karetschildpad (Eretmochelys imbricata). Voor schildpad worden de gevlamde hoornplaten gebruikt. Van schildpad werden sieraden gemaakt, evenals kammen, brilmonturen en lampenkappen. Ondanks het feit dat alle zeeschildpadden sterk bedreigd zijn, is de handel in schildpad niet internationaal verboden. In veel landen waaronder Nederland en de Nederlandse Antillen is de handel wel illegaal.